# Gopura
Gopura ali gopuram (tamilsko கோபுரம், malajalamsko ഗോപുരം, kanareško ಗೋಪುರ, teluško గోపురం) je monumentalni vhodni stolp, običajno okrašen, na vhodu v hindujski tempelj, v južnoindijski arhitekturi južnih indijskih držav Tamil Nadu, Andra Pradeš, Kerala, Karnataka in Telangana in Šrilanka. Na drugih območjih Indije so precej skromnejši, medtem ko so v templjih južne Indije zelo pogosto daleč najvišji del templja.
Starodavni in zgodnjesrednjeveški templji imajo manjše gopura, medtem ko so v kasnejših templjih vidna značilnost hindujskega dravidskega sloga; v mnogih primerih je bil tempeljski kompleks razširjen in nov večji gopura zgrajen vzdolž nove meje. Na vrhu je kalasam, čebulni kamniti zaključek. Delujejo kot prehodi skozi obzidje, ki obdaja tempeljski kompleks. Druga visoka struktura, ki je proti središču templja, je Vimana. Oba sta zasnovana in izdelana v skladu s pravili, podanimi v besedilih Vastu šastra (Vastu shastra’’ (hindujsko: वास्तु शास्त्र, vāstu śāstra – dobesedno "znanost o arhitekturi" - tradicionalni indijski sistem arhitekture, ki temelji na starodavnih besedilih).
Izvor gopure je mogoče izslediti v zgodnjih stavbah kraljev dinastije Palava in se nanaša na osrednje stolpe šikara v severni Indiji. Med 12. in 16. stoletjem, v obdobju dinastij Panddža, Najaka in Vidžajanagara, ko so hindujski templji vse bolj postajali središče mestnega življenja, so ti prehodi postali prevladujoča značilnost zunanjega videza templja in sčasoma zasenčili notranje svetišče, ki je postalo zakrito zaradi ogromne velikosti in dvorišča gopura. Po količini okrasja je prevladoval tudi v notranjem svetišču. Pogosto ima svetišče več kot eno gopuro. Pojavljajo se tudi v arhitekturi zunaj Indije, zlasti v kmerski arhitekturi, na primer v Angkor Vatu.
Velik tempelj v dravidskem slogu ali koil ima lahko več gopur kot odprtin v zaporedoma manjše obzidane ograde okoli glavnega svetišča, z največjimi običajno na zunanjih robovih. Tempelj je običajno kvadraten ali pravokoten z vsaj najbolj zunanjo steno, ki ima gopure, pogosto na štirih kardinalnih smereh. Več nadstropij gopura običajno ponavlja značilnosti nižje ravni v ritmični padajoči lestvici. Notranje svetišče in njegova visoka streha (svetišče osrednjega božanstva) se imenujeta tudi Vimanam, čeprav je na jugu običajno manjše od gopurama v velikih templjih.

## Etimologija
Tamilska izpeljava je iz dveh besed: கோ (kō) in புறம் (puram), kar pomeni 'kralj' oziroma 'zunanjost'. Izvira iz obdobja Sangam, ko je bil znan kot ஓங்கு நிலை வாயில் (ōnggu nilai vāyil), kar pomeni 'neminljiva vrata'.
Telugu je izpeljana iz dveh besed: కోపు (Kōpu) in అరం (Araṁ), kar pomeni 'vrh' in 'obstajati'.
Druga izpeljava je iz sanskrtske besede gopuram, ki jo lahko razčlenimo na iti (sanskrt: गो), kar pomeni bodisi 'mesto' ali 'krava', in puram (sanskrt: पुरम्), 'mesto' ali 'naselje'.
Dr. Sthapati tako razlaga pomen besed gopura in vimana. Vimana pomeni mera, ki označuje število mer, narejenih pri konstrukciji in oblikovanju te strukture. Gopura je sestavljena iz dveh besed, gava in puram, kar pomeni kraj, od koder prihaja vsa energija, ki obstaja v vseh živih bitjih.

## Arhitektura
Gopura je običajno zožene podolgovate oblike z lesenimi vrati pri tleh, pogosto bogato okrašenimi, ki omogočajo dostop. Zgoraj je zožen ali 'razbit' gopura, razdeljen na več nadstropij (talas), ki se zmanjšujejo, ko se stolp gopura oži. Običajno je stolp pokrit z banjasto obokano streho s konico. Oblika se je začela precej skromno v 10. stoletju, kot v templju Shore, Mamalapuram, s templjem Brihadesvarar iz 11. stoletja v Thanjavurju, ki je zaznamoval ključni korak naprej z dvema večnadstropnima gopurama iz tistega obdobja, ki sta bila veliko večja od vseh prejšnjih, čeprav veliko manjša kot glavni stolp (vimana) templja. Štiri gopure templja Thilai Nataraja, Čidambaram, so pomembni zgodnji primeri, ki so se začeli sredi 13. stoletja, vendar so bili dokončani v daljšem obdobju. Stolpi gopure so izvrstno okrašeni s skulpturami in rezbarijami ter poslikani z različnimi temami, ki izhajajo iz hindujske mitologije, zlasti s tistimi, ki so povezane z vodilnim božanstvom templja, kjer je gopura.
Obe najvišji gopuri sta vsaj delno moderni. Tempelj Ranganathasvamj, Srirangam, Tamil Nadu, ima 21 gopur (stolpnih prehodov), vključno z visokim 73,0 m Radžagopura (svetiščem glavnega prehoda), ki velja za najvišji tempeljski stolp v Aziji. 73-m visok 13-nivojski Radžagopura je bil dokončan leta 1987 in obvladuje pokrajino kilometre naokoli, medtem ko je bilo preostalih 20 gopur zgrajenih med 14. in 17. stoletjem. Za naziv »najvišji« se poteguje dvajsetnadstropna 76 m visoka gopura v sodobnem templju Murdešvar, ki je nenavadno opremljena z dvigalom.

## Galerija
- Tempelj Sri Kailasanathar gopura v Tharamangalamu, Tamil Nadu, Indija
- Umetniško delo templja Nataradža Gopuram v Čidambaramu, Tamil Nadu
- Tempelj Thiruvanamalai Anamalaijar Gopurams
- Tempelj Anamalaijar, Thiruvanamalai
- Murdešvar
- Tempelj Ranganathasvamj, Srirangam
- Parijur
- Tempelj Thrisur Vadakkunathan, Thrisur
- Tiručendur
- Tempelj Thilai Nataradža, Čidambaram
- Kančepuram
- Hampi
- Tirumala
- Kuala Lumpur
- Temeplj Simhačalam
- Athi Konesvaram
- Madurai
- Nandžangud
- Bicavolu
- Besakih, Bali
- Toronto
- Na levi je gopura, na desni nad svetiščem je vimana
- Tempelj Padmanabhašvami